# Britta Byström
Britta Byström, född 14 mars 1977 i Sundsvall, är en svensk tonsättare.
Britta Byström har studerat för bland andra Pär Lindgren och Bent Sørensen. Hon har komponerat för de flesta besättningar och sammanhang: kammarmusik, vokalmusik och opera, men tonvikten har legat på orkestermusik. Byströms musik har spelats av bland många andra BBC Symphony Orchestra, Gürzenich-orkestern, Detroit Symphony Orchestra och Sveriges Radios Symfoniorkester. Hon har skrivit verk direkt för solister som Malin Broman, Rick Stotijn, Radovan Vlatkovic och Janine Jansen. Byström har fått många utmärkelser för sin musik: Från Musikaliska Akademien Carin Malmlöf-Forsslings tonsättarpris (2010), Lilla Christ Johnson-priset (2012) och Stora Christ Johnson-priset (2020). 2014 vann violakonserten "A Walk After Dark", med Ellen Nisbeth som solist, da capo-priset vid tyska Brandenburgerbiennalen och 2016 tilldelades Byström det amerikanska priset ”Elaine Lebenbom Award For Female Composers”. 2019 placerade sig sångcykeln "Notes From the City of the Sun", med Malin Byström som solist, som ”recommended work” vid The International Rostrum For Composers.  
Sedan 2010 publiceras Byströms musik av Edition Wilhelm Hansen.  
Bland verken kan nämnas exempelvis "Infinite Rooms" – en dubbelkonsert för violin/viola, kontrabas och orkester inspirerad av den japanska konstnären Yayoi Kusamas oändlighetsrum, skriven för solisterna Broman och Stotijn. Verket tilldelades Stora Christ Johnson-priset 2020. Man kan även nämna orkesterverket "Parallel Universes", som bygger på kosmologen Max Tegmarks teorier om parallella världar. Verket beställdes av BBC för att fira 150-årsjubileet av Royal Albert Hall 2021 och uruppfördes samma år av BBC Philharmonic, dirigent John Storgårds, på en Proms-konsert i London. Kammaroperan "Gállábártnit", med libretto på samiska av Rawdna Carita Eira, hade premiär på ny musik-scenen Soundstreams i Toronto i november 2019. 
Byström invaldes i Föreningen svenska tonsättare 2002 och i Kungl. Musikaliska Akademien 2016. 
Britta Byströms musik uppvisar en särskild omsorg om klangen, en känslighet för musikens resonans som skulle kunna kallas impressionistisk.

## Priser och utmärkelser
- 2008 – Musikförläggarnas pris
- 2010 – Carin Malmlöf-Forsslings pris[6]
- 2012 – Mindre Christ Johnson-priset för Picnic at Hanging Rock[7]
- 2014 – Da capo-priset vid tyska Brandenburgbiennalen
- 2015 – Elaine Lebenbom Memorial Award For Female Composers (Detroit Symphony Orchestra)[8]
- 2016 – Ledamot av Kungliga Musikaliska Akademien[9]
- 2018 - Musikförläggarnas pris, liten ensemble/kammarmusik[10]
- 2020 – Stora Christ Johnson-priset för Infinite Rooms
- 2020 – Pris i tävlingen Swedish Chamber Games med Baum in der Stadt

## Verk
- De dansande figurerna för stråkkvartett (1995)
- En studie i rött för stråkorkester (1996)
- Horisontvals för stor orkester (1996)
- Dans på de saligas ängder för trumpet och slagverk/vibrafon (1996–97)
- Två passacaglior för symfoniorkester (1997)
- In frale barca för mezzosopran, klarinett, fagott, trumpet, trombon, 2 slagverkare, violin och kontrabas till text av Petrarca (1997–98)
- Regndans för symfoniorkester (1998)
- Serenad för flöjt, violin, violoncell och piano (1999)
- Barcarole för orkester (2000)
- Divertimento för tuba och accordeon (2000)
- Stänk och flikar för klarinett och 5 slagverkare (2000)
- The Baron in the Trees för slagverk och orkester (2000–01)
- Lux aeterna för blandad kör (2001)
- Sera för orkester (2002)
- Symphony in Yellow för pianotrio (2002)
- Strapats för klarinett, piccolatrumpet violin, viola, slagverk och piano (2002)
- Weed för blåsorkester (2002)
- Om man blivit av med sitt bagage, kammaropera med libretto av Niklas Törnlund (2003)
- Persuasion för orkester (2004)
- La fugitive för brasskvintett (2004)
- Förvillelser (Delusions), trumpetkonsert nr 1 (2005)
- Avskedsvariationer (Farewell Variations) för orkester (2005)
- Lyckans land för violin och orkester (2006)
- Es ist genug för 6 slagverkare och sinfonietta (2007)
- Strövtåg i hembygden för 6 stråkar (2007)
- Konsert för orkester (2007–08)
- Revolt i grönska för flöjt, klarinett, slagverk, piano, violin, viola, cello (2008)
- I tornet (In the Tower) för brasskvintett (2008–09)
- Allt beror på vingar för blandad kör och orkester till text av Niklas Törnlund (2009)
- Picnic at Hanging Rock (Utflykt i det okända) för orkester (2009)
- Der Vogel der Nacht för orkester (2010)
- Brev i april (Letter in April) för klarinett, violin, cello och piano (2011)
- Inferno för brasskvintett och recitation (2011)
- Kinderszenen för horn, piano och violin (2011)
- Ten Secret Doors för orkester (2011)
- Screen Mamories, trumpetkonsert nr 2 (2012)
- A Walk after Dark, violakonsert (2013)
- Dream Day för soloviola (2013)
- Invisible Cities för orkester (2013)
- Yankadi för violin, cello, oboe, fagott, trumpet, trombon och orkester (2013)
- Inte-nudda-golv för stråktrio (2014)
- Nátt i býnum för blandad kör (2014)
- Segelnde Stadt för orkester (2014)
- Tinta för 4 tromboner (2014)
- Encounter in Space för trumpet, klarinett och piano (2014)
- Gállábartnit – sceniskt verk för solister, kör, dansare och septett (2015)
- A Walk on Green Streets för flöjt, klarinett, slagverk, piano, violin, viola, cello (2015)
- Baum in der Stadt för soloviolin (2015)
- Games For Souls för violin och stråkorkester (2015)
- Games For Souls – shortened version för violin och stråkorkester (2015)
- Many, Yet One för orkester (2016)
- Fanfare für die Verwandlung för orkester (2016)
- Volley för 2 violiner (2016)
- Two Walks för stråkorkester (2016)
- Infinite Rooms för violin/viola, kontrabas och orkester (2016)
- Nachtstück för sopran, countertenor och piano (2017)
- Love in the Afternoon för pianotrio (2017)
- Diagonal musik för horn, violin och preparerat piano (2017)
- A Walk to GADE för stråkorkester (2017)
- A Walk to Tchaikovsky för stråkorkester (2017)
- Notes From the City of the Sun för sopran och orkester (2017)
- Lovsång till drömmarna för sopran och stråkorkester (2018)
- A Walk to Värmland för blåsorkester (2018)
- Four Walks för viola och kontrabas (2018)
- Games Without End för horn och orkester (2018)
- Promenad till en högre sfär för orkester (2018)
- Två sånger om liv och död för blandad kör (2018)
- A Walk to Berwaldhallen för orkester (2019)
- Courante för stråkkvartett, slagverk och orkester (2019)
- A Walk to Beethoven för orkester (2019)
- To every thing there is a season för violin och damkör (2019)
- Två sånger om livet efter detta för diskantkör (2019)
- Voyages extraordinaires för orkester (2019)
- Images From the Floating World för stråkkvartett (2019)
- Walking in the Shade för blåskvintett och orkester (2019)
- A Walk By Heart för stråkorkester (2019)